# Hiduvanahalli, Alur
Hiduvanahalli là một làng thuộc tehsil Alur, huyện Hassan, bang Karnataka, Ấn Độ.